# Xã Excelsior, Michigan
Xã Excelsior (tiếng Anh: Excelsior Township) là một xã thuộc quận Kalkaska, tiểu bang Michigan, Hoa Kỳ. Năm 2010, dân số của xã này là 953 người.